# Filices
Filices, na classificação taxonômica de Jussieu (1789), é uma ordem botânica da classe Acotyledones, com os seguintes gêneros:
- Ophioglossum, Onoclea, Osmunda, Acrostichum, Polypodium, Asplenium, Hemionitis, Elechnum, Lonchitis, Pteris, Myriotheca, Adiantum, Darea, Trichomanes, Zamia, Cycas, Pilularia, Lemma, Salvinia, Oetes, Quisetum.